# Raymond Burki

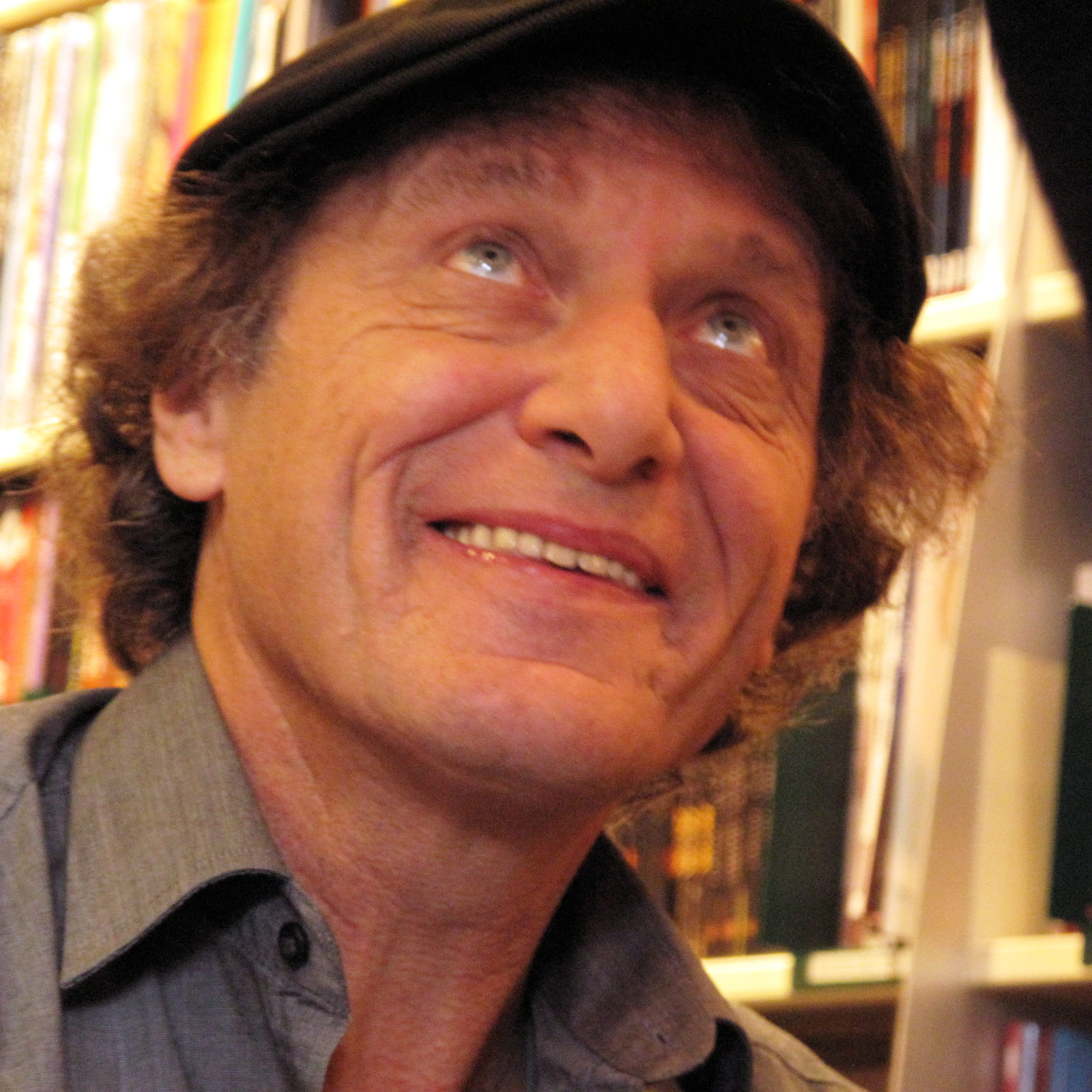
Raymond Burki (2009)

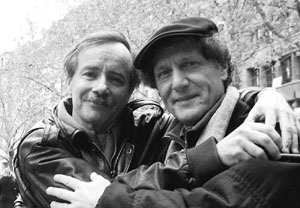
Erling Mandelmann: Barrigue und Burki (2008)

Raymond Burki (geboren 2. September 1949 in Epalinges; gestorben 29. Dezember 2016) war ein Schweizer Pressezeichner, Karikaturist und Illustrator.

## Leben
Burki ging nach einer Lehre als Foto-Retoucheur in Lausanne für ein Jahr nach Paris und arbeitete dann wieder in der Schweiz. Seine erste Karikatur erschien 1976 in der Tribune Le Matin. Er wurde daraufhin bei der Zeitung 24 heures angestellt, die in 38 Jahren ungefähr 8000 Karikaturen von ihm veröffentlichte. Auch die SonntagsZeitung und das Magazin Bilan druckten seine Karikaturen. Seine Karikaturen wurden in mehreren Sammelbänden herausgegeben.

## Schriften (Auswahl)
- Couleur Burki: 150 dessins de Raymond Burki. Vorwort und Bildtexte Fabien Dunand. Lausanne: 24 Heures, 1992
- Burki 00: 150 dessins de Raymond Burki. Vorwort und Bildtexte Jacques Poget. Lausanne: 24 Heures, 2000
- Burki 09: 170 dessins de Raymond Burki. Vorwort und Bildtexte Thierry Meyer. Lausanne: 24 Heures, 2009